# Аллегория планет и континентов (картина Тьеполо)
«Аллегория планет и континентов» (итал. Allegoria dei pianeti e dei continenti) — картина итальянского художника Джованни Тьеполо, написанная в 1752 году. Находится в Метрополитен-музее в Нью-Йорке (США). Эта аллегорическая работа использует человеческие фигуры для представления греко-римского пантеона, планет и четырёх континентов. Картина представляет собой тщательно продуманный набросок маслом, сделанный Тьеполо при подготовке к воспроизведению аналогичной, увеличенной версии его сцены. Это один из самых больших и самых ярких масляных набросков художника.

## Сюжет и описание
Это полотно было написано Тьеполо для того, чтобы повесить его над лестницей Вюрцбургской резиденции в Вюрцбурге (Германия). На сложной по композиции картине изображён Аполлон, который собирается отправиться в ежедневное путешествие по небу. Божества вокруг бога солнца символизируют планеты, а аллегорические фигуры на карнизе представляют четыре континента: Европу, Америку, Африку и Азию. 20 апреля 1752 года Тьеполо представил этот предварительный набросок Карлу Филиппу фон Грайффенклау, принцу-епископу Вюрцбургскому, в качестве своего предложения по украшению потолка лестницы Резиденции. Полотно часто считалось величайшим достижением художника и особой вехой в европейской живописи.

## История
До 1770 года картина хранилась в Венеции сначала у самого художника, а после его смерти — у его сына Джованни Доменико Тьеполо (1770—1804). В 1850—1954 годах находилась в Хендоне (Лондон). В 1956 году её приобрёл нефтяной предприниматель и меценат Чарльз Райтсман из Нью-Йорка. В 1977 году картина была передана в Метрополитен-музей.

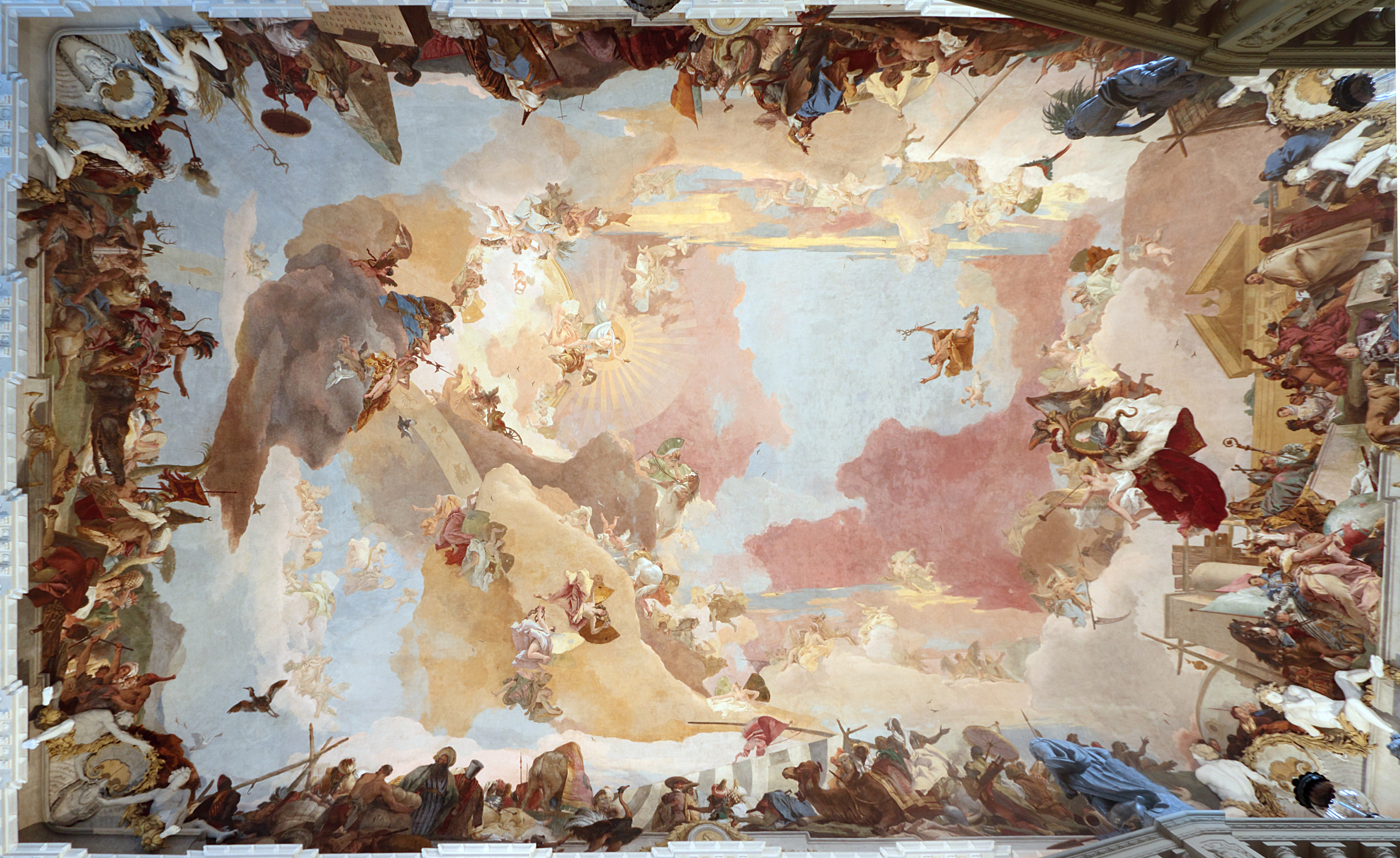
Увеличенная версия картины, инсталлированная над лестницей Вюрцбургской резиденции